# Doña Bella
 (срп. Доња Бела) колумбијска је теленовела, продукцијске куће RCN, снимана током 2009. и 2010.

## Синопсис
Бела (Лепа) је лепа девојка која живи у граду по имену „Агуа Ермоса“, једино је дете у селу које нема родитеље и о којој се стара деда. Осим тога, она је верена и обећана свом пријатељу и будућем супругу Антонију Сеховију, човеку из једне веома престижне и богате породице. Њен свакодневни живот поремећује долазак публицисте Романа Монтеро у село.
Роман очаран Белином лепотом одлучује да је киднапује, и од ње направи своју љубавницу, узимајући је да живи у његовој вили, где је добро сакрива од очију јавност.
Бела чека да буде спашена, али нико не верује да ју је Роман отео, а нарочито њен вереник, који се увредио, мислећи да је његова девојка била са њим искључиво због сопствених потреба. Судбина се поиграва са њом када јој деда умире, и на свету остаје сасвим сама.
Напуштена, Бела нема избора него да се преда Роману, упркос томе што је дала заклетву да ће невина ући у брак. Затим, у циљу да се отараси свог садистичкког мучитеља одлучи да се задовољи његовим новцем. Роман је продаје и она убрзо постаје „трговина секса“, а касније и успешна милионерка.
После неког времена Роман је приморан да се врати у престоницу јер остаје без новца, а у исто време се Бела враћа у град, у нади да ће поново срести свог драгог Антонија. После извесног времена, Роман се враћа у село богатији него икад.
Међутим, Антонио не може да опрости Бели, а због притискања његове породице и тешке финансијске ситуације, он се ожени другом женом, што излуђује Белу и доводи је до нервног слома.
Осећа се издано и сломљено, одлучује да се освети користећи нову и шокантну тактику. Према томе, она у селу отвара бордел где је једина задужена за услуге муштерија. Убрзо Бела буде достављена свим богаташима. Сви је могу имати, осим њих двојице. Али, стара љубав између Беле и Антонија постаје прејака и они се упуштају у аферу.
Бела прелази преко чињенице да је Антонио ожењен и да има неколико деце са Еванхелином, што ствара Белу растурачицу бракова због чега је мештани села одбацују и презиру. Долази до опције када жели да добије дете са Антониом.
Због ове одлуке односи измећу Антонија и Беле се погоршавају, и он је напушта. Тог тренутка, добија трећег удварача Андреса Мендосу, са ким добија кћерку.
Ма колико се трудила она не може заборавити Антонија, и постаје болесно љубоморна.
Сад крај не може бити другачији: због љубоморе коју осећа Бела одлучује да нађе плаћеног убицу који ће убити Антонија. Међутим, она зажали због тога и покушава да избегне то по сваку цену, али њено кајање стиже прекасно, и плаћени убица већ је на путу да убије Антонија.

## Улоге
| Глумац:              | Улога:               |
| -------------------- | -------------------- |
| Жарик Леон           | Бела Сепеда          |
| Фабијан Риос         | Антонио Саговиа      |
| Марсело Букет        | Роман Монтеро        |
| Стефани Кајо         | Еванхелина Росалес   |
| Данијел Аренас       | Николас Ајала        |
| Луис Фернандо Салас  | Давид                |
| Хорхе Лопез          | др Алсидес           |
| Педро Рендон         | Андрес Мендоза       |
| Армандо Гутиерез     | Моисес Перез         |
| Хилена Аиканди       | Хуанита              |
| Глорија Запата       | Сесила де Сеговиа    |
| Глорија Монтоја      | Силвија Салазар      |
| Алфонсо Ортиз        | отац Мигел           |
| Луис Фернандо Мунера | Фернандо Сепеда      |
| Марија Луиса Флорес  | Инес Сеговиа         |
| Едмундо Троја        | Хулијан Росалес      |
| Сандра Перез         | Грасијела де Росалес |
| Луис Енрике Рондал   | Клаудио Мендоза      |
| Линда Лусија         | Каролина де Мендоза  |
| Алехандра Авила      | Аурелио Сотомајор    |
| Маргарита Амадо      | Делија де Фернандез  |
| Ана Марија Ојола     | Андреа Фернанда      |
| Луз дел Сол Ниеса    | Марија Антониа       |